# Ка Смергето (Венеција)
Ка Смергето (итал. Ca' Smerghetto) је насеље у Италији у округу Венеција, региону Венето.
Према процени из 2011. у насељу је живело 29 становника. Насеље се налази на надморској висини од 0 м.